# 鄧展
邓展（?—?），南阳郡人，《三国志·武帝纪》作乐乡侯刘展，东汉末年曹操属下将领。
邓展在汉献帝建安年间官至奋威将军，受封乐乡侯，一说高乐乡侯。建安十八年（213年），邓展与刘勋、刘若、夏侯惇、王忠、鲜于辅等上书劝曹操进爵魏公。邓展曾经注释《汉书》。邓展精研武术，擅于使用各种武器，可以空手入白刃。曹丕和他研讨剑术，曹丕指出他的不当之处。邓展和曹丕用甘蔗比试，曹丕连续三次都击中邓展的手臂，后来又击中邓展的额头。曹丕说：“汉初名医杨庆，曾叫仓公淳于意把自己的旧药方全部抛弃，另外传授他的秘术。邓将军还是抛弃旧技，接受新的击剑法吧。”宾客大笑。